# Élection présidentielle ouzbèke de 2021
L'élection présidentielle ouzbèke de 2021 se tient le 24 octobre 2021, afin d'élire le président de la République d'Ouzbékistan pour un mandat de cinq ans. 
Le président sortant Shavkat Mirziyoyev est réélu dès le premier tour pour un deuxième mandat.

## Contexte
L'élection présidentielle de 2016, organisée de manière anticipée à la suite du décès du président Islam Karimov, voit la victoire du président par intérim Shavkat Mirziyoyev dès le premier tour de scrutin, avec plus de 88 % des voix,. Mirziyoyev bénéficie du soutien du régime autoritaire mis en place par son prédécesseur ainsi que du Parti libéral-démocrate d'Ouzbékistan (O’zLiDeP) de Karimov, dans ce qui est considéré par les observateurs étrangers comme un simulacre de démocratie face à des candidats fantoches,. La liberté d'information des médias en matière de politique est sévèrement restreinte, et le pouvoir en place a largement recours à des procédés de fraude électorale tels que le bourrage d'urnes et les faux votes par procuration.
Le 7 août 2021, le Parti libéral-démocrate d'Ouzbékistan annonce son intention de nommer à nouveau Shavkat Mirziyoyev candidat pour la présidence. Sa réélection avec une large avance est attendue, aucune élection n'ayant été jugée libre et équitable depuis 1991, dans un pays où le truquage des résultats est depuis la norme,.

## Système électoral
Le président de la république d'Ouzbékistan est élu au scrutin uninominal majoritaire à deux tours pour un mandat de cinq ans, renouvelable une seule fois de manière consécutive. Est élu le candidat qui recueille la majorité absolue des votes valides au premier tour. À défaut, les deux candidats arrivés en tête au premier tour s'affrontent lors d'un second tour, et celui recueillant le plus de voix est déclaré élu,.
Les candidats doivent être âgés d'au moins 35 ans, parler couramment l'ouzbek, et avoir résidé dans le pays pendant les dix années précédant le scrutin.

## Résultats
| Candidats                | Candidats                | Partis                   | Premier tour | Premier tour |
| Candidats                | Candidats                | Partis                   | Voix         | %            |
| ------------------------ | ------------------------ | ------------------------ | ------------ | ------------ |
|                          | Shavkat Mirziyoyev       | O’zLiDeP                 | 12 988 964   | 80,31        |
|                          | Maqsuda Vorisova         | XDP                      | 1 075 016    | 6,65         |
|                          | Alisher Qodirov          | OʻzMTDP                  | 888 515      | 5,49         |
|                          | Narzulla Ablamuradov     | O'EP                     | 670 641      | 4,15         |
|                          | Bahram Abduhalimov       | ASDP                     | 549 766      | 3,40         |
|                          |                          |                          |              |              |
| Votes valides            | Votes valides            | Votes valides            | 16 172 902   | 99,76        |
| Votes blancs et nuls     | Votes blancs et nuls     | Votes blancs et nuls     | 39 441       | 0,24         |
| Total                    | Total                    | Total                    | 16 212 343   | 100          |
| Abstention               | Abstention               | Abstention               | 3 946 564    | 19,58        |
| Inscrits / participation | Inscrits / participation | Inscrits / participation | 20 158 907   | 80,42        |

## Analyse
Shavkat Mirziyoyev est réélu sans surprises dès le premier tour avec une large avance de plus de 80 % des suffrages exprimés, la campagne ayant été marquée par l'absence d'une réelle opposition et la répression des journalistes. Avec le rejet de la candidature de l'opposant Khidirnazar Allakoulov, le président sortant n'affrontait ainsi que quatre candidats « fantoches ». Ni ces derniers ni Mirziyoyev ne prennent ainsi la peine d'assister au débat télévisé organisé pour la première fois dans le pays pour une présidentielle, les quatre concurrents au président se contentant d'envoyer des représentants pour y lire leur programme. 
L'issue du scrutin — entaché d'importantes irrégularités dont des bourrages d'urnes selon les observateurs de l'Organisation pour la sécurité et la coopération en Europe et du Parlement européen — fait si peu de doutes que le président russe, Vladimir Poutine, transmet ses félicitations à son homologue ouzbèke avant même la publication des résultats,.